# ستانلي بيكر
ستانلي بيكر (بالإنجليزية: Stanley Baker)‏ ممثل ومنتج ويلزي (ولد يوم 28 فبراير من العام 1928 في ويلز ، المملكة المتحدة) خدم في سلاح الجيش الملكي من العام 1946 حتى العام 1948، وحصل على رتبة رقيب.

## روابط خارجية
- ستانلي بيكر على موقع IMDb (الإنجليزية)
- ستانلي بيكر على موقع روتن توميتوز (الإنجليزية)
- ستانلي بيكر على موقع ألو سيني (الفرنسية)
- ستانلي بيكر على موقع أول موفي (الإنجليزية)
- ستانلي بيكر على موقع قاعدة بيانات الأفلام السويدية (السويدية)
- ستانلي بيكر على موقع إن إن دي بي (الإنجليزية)
- ستانلي بيكر على موقع قاعدة بيانات الفيلم (الإنجليزية)
- ستانلي بيكر على موقع كينوبويسك (الروسية)